# Красный Ключ (Ставропольский край)
Кра́сный Ключ — хутор в составе Благодарненского городского округа Ставропольского края России.

## Название
Происхождение названия Ключ (Ключи), возможно, связано с большим числом родников, находившихся в окрестностях данного населённого пункта. В свою очередь, слово Красный могло либо указывать на соответствующий цвет почвы на землях хутора, либо символизировало поддержку советской власти местными жителями.

## География
На северо-востоке: балка Сухая Падина
На юго-востоке: хутор Гремучий
На юге: балка Копанская
На западе: хутор Алтухов
На севере-западе: хутор Дейнекин
Расстояние до краевого центра: 103 км.
Расстояние до районного центра: 25 км.

## История
Датой основания хутора считается 1873 год.
Первое упоминание[где?] о населённом пункте относится к 1873 году. В 1932 году был создан колхоз «Красноармеец». В 1939 году, в связи с разукрупнением Александрийского сельсовета, образован Красноключевский сельский Совет с центром в хуторе Красный Ключ. В начале октября 1948 года сельхозартель «Красноармеец» была переименована в колхоз имени Молотова, а центральной усадьбой стал хутор Алтухов.
На 1 марта 1966 года в состав Красноключевского сельсовета входило 8 хуторов: Алтухов (административный центр), Гремучий, Дейнекин, Копани (упразднён в 1983 году), Красный Ключ, Садовый (упразднён в 1983 году), Сухая Падина и Терновый:9.
До 2017 года хутор Красный ключ входил в состав территории сельского поселения Красноключевский сельсовет Благодарненского района Ставропольского края.

## Население
| 1989 | 2002 | 2010 | 2014 | 2021 | 2023 |
| ---- | ---- | ---- | ---- | ---- | ---- |
| 194  | ↗282 | ↘229 | ↘100 | ↗200 | ↗225 |

По данным переписи 2002 года в национальной структуре населения преобладают русские (84 %).

## Инфраструктура
В 1977 году на территории сельсовета функционировали восьмилетняя школа, Дом культуры, детский сад, библиотека, 3 медпункта.